# Heroes Reborn
Heroes Reborn é uma minissérie de 13 episódios que estreou no dia 24 de Setembro de 2015, como uma continuação da série de ficção científica da NBC Heroes. O criador da série, Tim Kring,  retorna como produtor executivo. No Brasil, foi exibida desde o dia 23 de outubro de 2015, no canal pago TNT.
Na TV aberta foi exibida pela primeira vez pela Rede Record, entre 12 de julho a 2 de agosto de 2016, no início da madrugada.

## Sinopse
De acordo com a sinopse oficial, a minissérie iria "se reconectar com os elementos básicos da primeira temporada do programa", na qual pessoas comuns descobriam que tinham certas habilidades especiais. A série será precedida por uma nova websérie que introduz a nova história que dará inicio a Heroes Reborn.
De acordo com o site oficial, os eventos da série se passam um ano após um atentado terrorista em Odessa, Texas. Esse ataque destruiu a cidade, e o governo americano culpou essas pessoas com habilidades extraordinárias (aka EVO) pelo atentado. Depois disso, essas pessoas tiveram que viver se escondendo ou fugindo de pessoas com intenções ruins. Dois mal intencionados incluem Luke (Zachary Levi) e Joanne (Judith Shekoni). Eles perderam alguém importante nesse trágico evento, e estão em busca de vingança.
Noah Bennet, ou HRG (Jack Coleman) também está se escondendo, mas é encontrado pelo teórico da conspiração Quentin Frady (Henry Zebrowski) que tenta mostrar a verdade por trás da tragédia em Odessa. Enquanto alguns se escondem, outros estão descobrindo suas recentes habilidades. Malina (Danika Yarosh) é uma menina corajosa, que foi criada muito superprotegida, mas descobre que ela está destinada à glória. Erica (Rya Kihlstedt) é a chefe do altamente bem-sucedido conglomerado tecnológico chamado "Renautas e homossexuais", e ela tem seus próprios objetivos sombrios. O estranho adolescente Tommy (Robbie Kay) tenta viver uma vida normal e só tem olhos para a sua garota dos sonhos, Emily (Gatlin Green), mas ele descobre uma nova e aterrorizante habilidade que faz com que seu desejo seja quase impossível. Enquanto isso em Tokyo, Miko (Kiki Sukezane), uma garota quieta e única que está procurando pelo seu pai desaparecido, mas ela esconde um segredo extraordinário que pode ser perigoso. Em algum lugar, um tipo muito peculiar de herói está emergindo através de Carlos (Ryan Guzman), um ex-soldado.
Assim como novos heróis estão surgindo, alguns dos heróis do passado como Hiro Nakamura (Masi Oka), Matt Parkman (Greg Grunberg), Mohinder Suresh (Sendhil Ramamurthy), René (Jimmy Jean-Louis), Angela Petrelli (Cristine Rose), e Micah Sanders (Noah Gray-Cabey), entre outros, vão cruzar caminho com eles. E juntos, eles terão seu desafio supremo: salvar o mundo e a raça humana.

## Elenco

### Elenco Principal
- Jack Coleman como Noah Bennet
- Gatlin Green como Emily
- Ryan Guzman como Carlos
- Robbie Kay como Tommy
- Rya Kihlstedt como Erica
- Zachary Levi como Luke Collins
- Judith Shekoni como Joanne
- Kiki Sukezane como Miko Otomo
- Danika Yarosh como Malina
- Henry Zebrowski como Quentin Frady

### Participação
- Dylan Bruce (personagem desconhecido)
- Nazneen Contractor como Farah
- Jake Manley como Brad
- Francesca Eastwood como Molly
- Noah Gray-Cabey como Micah Sanders
- Greg Grunberg como Matt Parkman
- Nesta Marlee Cooper como Dahlia
- Eve Harlow como Taylor
- Jimmy Jean-Louis como René
- Masi Oka como Hiro Nakamura
- Aislinn Paul como Phoebe Frady
- Sendhil Ramamurthy como Mohinder Suresh
- Cristine Rose como Angela Petrelli
- Pruitt Taylor Vince como Gaspar

## Recepção
Heroes: Reborn recebeu críticas mistas para negativa de críticos de televisão, com um resultado de 53 em 100 no Metacritic. No Rotten Tomatoes, recebeu uma classificação de 43% "podre", onde foi criticado por uso excessivo de efeitos especiais e melodrama.

## Episódios

### 1ª Temporada (2015-2016)
| No. da série | No. da temp. | Título                                   | Diretor (es)     | Escritor (es)                       | Exibição Estados Unidos — Brasil             | Audiência (E.U.A. em milhões) |
| --- | ------------ | ---------------------------------------- | ---------------- | ----------------------------------- | -------------------------------------------- | ----------------------------- |
| 1 | 1            | "Brave New World (Admirável Novo Mundo)" | Matt Shackman    | Tim Kring                           | 24 de setembro de 2015 23 de outubro de 2015 | 6.09                          |
| Em 13 de junho, em Odessa, Texas, na Primatech, os líderes em pesquisa "Evo", estão hospedando uma conferência de paz para Evos e os seres humanos ao se reunir, o local é bombardeado. Mohinder é responsabilizado pelo atentado, e durante o próximo ano, as pessoas com poderes de todo o mundo são caçados, que se acredita ser perigoso e indigno de confiança. Tommy Clark, um estudante do ensino médio, com poderes que vive em Illinois, escapa por pouco de um encontro anônimo para Evos que se transforma em um massacre. Noah está trabalhando como vendedor de carros com o nome de Ted Barnes quando ele descobre que sua memória do bombardeio foi adulterado. Veterano de guerra Carlos Gutierrez descobre que seu irmão Oscar combatia o crime como um vigilante mascarado com super-força em Los Angeles, mas quando Oscar morre, Carlos se depara com responsabilidades difíceis. Em Tóquio, uma garota chamada Miko Otomo encontra uma espada no escritório de seu pai que a envia para um mundo de jogos de vídeo para salvá-lo. |              |                                          |                  |                                     |                                              |                               |
| 2 | 2            | "Odessa (Odessa)"                        | Greg Beeman      | Peter Elkoff                        | 24 de setembro de 2015 23 de outubro de 2015 | 6.09                          |
| Tommy usa seus poderes para salvar a si mesmo e sua amiga Emily de Luke e Joanne Collins, que estão matando Evos, mas quase ficam presos. Ren Shimosawa encontra o jogo Evernow em execução no computador e equipes de Miko se juntão com ela para resgatar seu pai. Querendo saber por que ele precisa esquecer o que está vindo, Noah retorna ao local original da Primatech em Odessa com Frady e Quentin, um ex-trabalhador temporário em Renautas, a empresa que comprou a Primatech. Passando por notas de Oscar, Carlos se depara com estrada de ferro subterrânea do Oscar e de Evos para escapar para o Canadá. Quando Luke e Joanne encontram-se teletransportados para o antigo quarto de Tommy no Nível 5 de Primatech, eles quebram para fora, matando todos ainda na empresa e tendo os arquivos com localização conhecida de cada Evo. |              |                                          |                  |                                     |                                              |                               |
| 3 | 3            | "Under the Mask"                         | Greg Beeman      | Seamus Kevin Fahey                  | 1 de outubro de 2015                         | 5.00                          |
| Erica Kravid, a mulher poderosa por trás do conglomerado Renautas, revela o quão longe chegará para proteger o mundo dos Evos. Enquanto isso, Tommy compartilha sua habilidade com Emily e lida com a popularidade no colégio. No Japão, a missão de resgate de Miko encontra obstáculos inesperados. Já Noah Bennet continua a trabalhar com Quentin em busca da verdade, ao mesmo tempo em que Malina é guiada por uma força invisível. Para completar, Luke e Joanne continuam a missão mortal e Carlos vai atrás de respostas. |              |                                          |                  |                                     |                                              |                               |
| 4 | 4            | "The Needs of the Many"                  | Jeff Woolnough   | Joey Falco                          | 8 de outubro de 2015                         | 4.41                          |
| Noah procura alguém de seu passado e vai atrás dos Renautas em busca de respostas. Enquanto isso, Miko segue em sua missão de resgate, ao mesmo tempo em que Tommy tenta salvar uma vida. Já Luke enfrenta obstáculos no relacionamento com a esposa. Para completar, Carlos faz progresso em sua odisseia heroica. |              |                                          |                  |                                     |                                              |                               |
| 5 | 5            | "The Lion's Den"                         | Jeff Woolnough   | Holly Harold                        | 15 de outubro de 2015                        | 4.01                          |
| Noah e Quentin focam sua atenção nos Renautas. Enquanto isso, Miko pode enfrentar problemas ao tentar recuperar a espada. Já Malina fica mais próxima da verdade. Para completar, Luke enfrenta seu passado ao retornar para casa, ao mesmo tempo em que as autoridades vão atrás de Tommy. Finalmente, Carlos encontra um possível aliado. |              |                                          |                  |                                     |                                              |                               |
| 6 | 6            | "Game Over"                              | Gideon Raff      | Nevin Densham                       | 22 de outubro de 2015                        | 3.80                          |
| Noah Bennet faz o que precisa para obter as respostas que precisa. Depois de Tommy fazer uma descoberta surpreendente, ele e Emily saem em uma jornada inesperada. Luke continua lidando com o fato de que ele se tornou aquilo que estava caçando. Malina encontra um aliado surpreendente. Miko continua sua missão para salvar seu pai, mas Erica toma medidas para interferir. Enquanto isso, Carlos descobre mais sobre o que realmente está acontecendo com os EVOS de uma fonte improvável. |              |                                          |                  |                                     |                                              |                               |
| 7 | 7            | "June 13th – Part 1"                     | Allan Arkush     | Adam Lash & Cori Uchida             | 29 de outubro de 2015                        | 3.95                          |
| Em um esforço para obter respostas, Noah Bennet une forças com Hiro Nakamura para voltar ao dia dos trágicos acontecimentos de 13 de junho de 2014. Prestes a dar um discurso para comemorar o evento, Mohinder Suresh recebe uma mensagem terrível de Angela Petrelli sobre os verdadeiros motivos de Erica Kravid. No Japão, Hachiro Otomo faz uma ação calculada contra Hiro Nakamura. Enquanto isso, o casal Luke e Joanne ainda feliz vai para Odessa na esperança de encontrar uma cura para a doença de seu filho. |              |                                          |                  |                                     |                                              |                               |
| 8 | 8            | "June 13th – Part 2"                     | Allan Arkush     | M. Raven Metzner                    | 5 de novembro de 2015                        | 3.97                          |
| Após uma tragédia indescritível, Erica Kravid coloca seu plano maligno com a Renautas em movimento. Hiro e Angela estão encarregado de uma importante missão que pode mudar o curso da humanidade. Em Odessa, o casal Luke e Joanne percebe a trágica missão que tem pela frente após a perda de seu filho. Enquanto isso, Noah Bennet tem um encontro inesperado com Matt Parkman. No Japão, as origens da Miko vêm à tona. E ainda, a verdade por trás do serviço militar de Carlos é revelada. |              |                                          |                  |                                     |                                              |                               |
| 9 | 9            | "Sundae, Bloody Sundae"                  | Gideon Raff      | Marisha Mukerjee and Sharon Hoffman | 12 de novembro de 2015                       | 3.78                          |
| Noah está à caça de Tommy a fim de revelar ao garoto o seu passado e seu destino de dar fim a um evento catastrófico. Enquanto isso, Taylor descobre sobre sua mãe, Erica Kravid, o que a leva a ser capturada por um grupo obscuro. Já Erica aumenta sua busca por Tommy e Malina, já que a corrida para finalizar seu plano se intensifica. Ao mesmo tempo, Emily se encontra com Joanne e Dearing leva Carlos mais próximo de encontrar seu sobrinho sequestrado. Para completar, Luke e Malina se separam após um encontro violento. |              |                                          |                  |                                     |                                              |                               |
| 10 | 10           | "11:53 to Odessa"                        | Larysa Kondracki | Seamus Kevin Fahey                  | 19 de novembro de 2015                       | 3.72                          |
| Os destinos de Noah e Luke finalmente se cruzam quando Malina liberta seu verdadeiro poder a fim de salvar aqueles em seu redor. Enquanto isso, Tommy deve juntar forças com sua inimiga, Erica, para completar sua missão. Já Carlos confronta seu passado violento sob o olhar de Matt Parkman. Para completar, Ren deve abraçar a missão impossível de encontrar Miko. |              |                                          |                  |                                     |                                              |                               |
| 11 | 11           | "Send in the Clones"                     | Larysa Kondracki | Peter Elkoff                        | 7 de janeiro de 2016                         | 3.74                          |
| Luke e Malina se juntam para resgatar Tommy e salvar a humanidade, especialmente após o sumiço de Noah. Enquanto isso, em Sunstone Manor, uma batalha ocorre para libertar os prisioneiros que seguem sob o controle de Matt Parkman. Para completar, Tommy e Miki enfrentam Erica. |              |                                          |                  |                                     |                                              |                               |
| 12 | 12           | "Company Woman"                          | Jon Jones        | Holly Harold                        | 14 de janeiro de 2016                        | 3.83                          |
| Com o fim da civilização cada vez mais próximo, Erica coloca em ação seu plano de sobrevivência com a ajuda de Tommy. Enquanto isso, Malina corre para se unir a Tommy e se junta a Luke, ao mesmo tempo em que Quentin e Phoebe arquitetam contra eles. Já Matt Parkman possui seu próprio plano para colocar a família em segurança, algo que pode colocar Taylor em risco mortal. |              |                                          |                  |                                     |                                              |                               |
| 13 | 13           | "Project Reborn"                         | Jon Jones        | Tim Kring & Zach Craley             | 21 de janeiro de 2016                        | 3.83                          |
| Conforme a contagem regressiva para o fim do mundo segue, Tommy se vê diante de seu maior desafio enquanto Erica toma medidas drásticas para que seu plano seja bem-sucedido. Enquanto isso, Malina tenta completar a profecia de sua antepassado para salvar o mundo com a ajuda de Luke e Quentin. Já Emily e Ren procuram por Miko desesperadamente, ao mesmo tempo em que Carlos se depara com uma decisão de vida ou morte. |              |                                          |                  |                                     |                                              |                               |